# Anna Q. Nilsson
Anna Quirentia Nilsson (Ystad, Suecia; 30 de marzo de 1888–Hemet, California; 11 de febrero de 1974) fue una actriz cinematográfica sueca que consiguió el éxito trabajando en el cine mudo estadounidense.

## Biografía
Anna Q. Nilsson nació en Ystad, en el sur de Suecia. A los 8 años de edad su familia se trasladó a Hasslarp, una pequeña comunidad cercana a Helsingborg, en Suecia, donde pasó sus años escolares. Gracias a las buenos resultados obtenidos en su graduación, consiguió trabajo en Halmstad, en la costa oeste de Suecia. Pero lo que ella deseaba era trasladarse a los Estados Unidos, lo que hizo en 1905, llegando al país a través de la Isla Ellis. En el nuevo país empezó a trabajar como niñera y aprendió inglés con rapidez. Pronto empezó a trabajar como modelo. Ya en 1907, fue nombrada la "más hermosa mujer de América". Su trabajo como modelo le facilitó la obtención de un papel en el filme de 1911 Molly Pitcher.
Permaneció en la productora Kalem durante varios años, segunda en importancia del estudio detrás de la estrella del mismo Alice Joyce. En los años veinte se cambió con éxito a Paramount Pictures, First Nacional Pictures y otros muchos estudios y alcanzó su pico de popularidad justo antes de la llegada del cine sonoro, a pesar de sufrir un serio accidente hípico que la apartó de los rodajes durante casi dos años. En 1923, interpretó a "Cherry Malotte" en la segunda película basada en la obra de Rex Beach The Spoilers, un papel interpretado en posteriores versiones por Betty Compson (1930), Marlene Dietrich (1942), y Anne Baxter (1955).
Con la llegada del cine sonoro, la carrera de Nilsson inició una rápida decadencia, aunque siguió haciendo pequeños papeles, a menudo sin aparecer en los créditos, hasta la década de 1950. Posiblemente su mejor actuación en un filme sonoro es la aparición como ella misma en Sunset Boulevard (1950).
Nilsson tiene una estrella en el Paseo de la Fama de Hollywood por su contribución al cine, en el 6150 de Hollywood Boulevard. Falleció en Hemet, California, en 1974, a causa de un fallo cardiaco.